# Svo á jörðu sem á himni
Svo á jörðu sem á himni (en islandès, Tan a la terra com al cel) és una pel·lícula dramàtica islandesa de 1992 dirigida per Kristín Jóhannesdóttir. Es va projectar fora de competició al 45è Festival Internacional de Cinema de Canes i formà part de la selecció oficial del XXVI Festival Internacional de Cinema Fantàstic de Sitges. La pel·lícula va ser seleccionada com a entrada islandesa per al Millor pel·lícula en llengua estrangera als Premis Oscar de 1992, però no va ser acceptada com a nominada.

## Argument
La costa oest d'Islàndia, finals de l'estiu de 1936. En una granja desolada, que es creu maleïda des del segle XIV, és a punt d'arribar l'expedició del francès Jean-Baptiste Charcot a bord del Pourquoi-às. Una forta tempesta provocarà el naufragi i la mort de gairebé tota la tripulació

## Repartiment
- Tinna Gunnlaugsdóttir com a mare
- Pierre Vaneck com el Dr. Charcot
- Christian Charmetant com a Burte
- Valdimar Örn Flygenring com a Kristjan
- Sigríður Hagalín com a àvia
- Daniel August Haraldsson
- Páll Óskar Hjálmtýsson
- Álfrún Örnólfsdóttir com a Hrefna
- Christophe Pinon com a Gonidec
- Helgi Skúlason com a avi